# Паркер (Канзас)
Паркер (англ. Parker) — місто (англ. city) в США, в окрузі Лінн штату Канзас. Населення — 241 особа (2020).

## Географія
Паркер розташований за координатами 38°19′43″ пн. ш. 94°59′21″ зх. д. / 38.32861° пн. ш. 94.98917° зх. д. (38.328646, -94.989179).  За даними Бюро перепису населення США в 2010 році місто мало площу 0,70 км², з яких 0,69 км² — суходіл та 0,00 км² — водойми.

## Демографія
Згідно з переписом 2010 року, у місті мешкало 277 осіб у 100 домогосподарствах у складі 66 родин. Густота населення становила 399 осіб/км².  Було 115 помешкань (165/км²).
Расовий склад населення:
| - 98,9 % — білих |

До двох чи більше рас належало 0,7 %. Частка іспаномовних становила 5,4 % від усіх жителів.
За віковим діапазоном населення розподілялося таким чином: 33,2 % — особи молодші 18 років, 56,0 % — особи у віці 18—64 років, 10,8 % — особи у віці 65 років та старші. Медіана віку мешканця становила 30,0 року. На 100 осіб жіночої статі у місті припадало 109,8 чоловіків;  на 100 жінок у віці від 18 років та старших — 98,9 чоловіків також старших 18 років.
Середній дохід на одне домашнє господарство  становив 51 922 долари США (медіана — 53 646), а середній дохід на одну сім'ю — 57 634 долари (медіана — 55 833). За межею бідності перебувало 8,2 % осіб, у тому числі 3,3 % дітей у віці до 18 років та 5,1 % осіб у віці 65 років та старших.
Цивільне працевлаштоване населення становило 210 осіб. Основні галузі зайнятості: освіта, охорона здоров'я та соціальна допомога — 24,8 %, виробництво — 21,9 %, роздрібна торгівля — 19,0 %.